# Livistona brevifolia
Livistona brevifolia là loài thực vật có hoa thuộc họ Arecaceae. Loài này được Dowe & Mogea mô tả khoa học đầu tiên năm 2004.